# Матис Олимб
Матис Олимб (норв. Mathis Olimb — Осло, 1. фебруар 1986) професионални је норвешки хокејаш на леду који игра на позицијама централног нападача.
Члан је сениорске репрезентације Норвешке за коју је на међународној сцени дебитовао на светском првенству 2007. године. Био је део олимпијског тима Норвешке на ЗОИ 2010. у Ванкуверу и ЗОИ 2014. у Сочију. 
Троструки је првак Норвешке у сезонама 2002/03, 2005/06. и 2006/07. 
Његов млађи брат Кен Андре такође је професионални хокејаш и норвешки репрезентативац. 